# Вер-Мактіан
Вер-Мактіа́н (індонез. Wer Maktian) — один з 10 районів округу Західне Південно-Східне Малуку провінції Малуку у складі Індонезії. Розташований на заході острова Ямдена, а також на островах Ніту, Селу, Вуліару, Кесву, Сера, Тандула та Ватуваван. Адміністративний центр — село Каматубун.
Населення — 11423 особи (2012; 10905 в 2010).

## Адміністративний поділ
До складу району входять 8 сіл:
| Населений пункт   | Населення, осіб (2010) |
| ----------------- | ---------------------- |
| Бату-Путіх, село  | 1659                   |
| Велуту, село      | 672                    |
| Вератан, село     | 1660                   |
| Верматанг, село   | 695                    |
| Каматубун, село   | 2382                   |
| Макатіан, село    | 1661                   |
| Румах-Салут, село | 1455                   |
| Тхемін, село      | 721                    |